# 巴德利索爾特頓
巴德利索爾特頓（英語：Budleigh Salterton）是英格蘭德文郡東部的一個濱海小鎮，位於埃克塞特東南15英里。據2011年人口普查，該鎮有人口5,967人。